# Wagneriana neglecta
Wagneriana neglecta är en spindelart som först beskrevs av Cândido Firmino de Mello-Leitão 1939. 
Wagneriana neglecta ingår i släktet Wagneriana och familjen hjulspindlar. Inga underarter finns listade i Catalogue of Life.